# اشعاب عامر (رصد)

تعديل مصدري - تعديل

اشعاب عامر هي إحدى قرى عزلة القارة بمديرية رصد التابعة لمحافظة أبين، بلغ تعداد سكانها 86 نسمة حسب تعداد اليمن لعام 2004.